# Cobubatha munna
Cobubatha munna là một loài bướm đêm trong họ Noctuidae.